# Valdearcos de la Vega
Valdearcos de la Vega is een gemeente in de Spaanse provincie Valladolid in de regio Castilië en León met een oppervlakte van 14,66 km². Valdearcos de la Vega telt 84 inwoners (1 januari 2016).

## Demografische ontwikkeling
Bron: INE, 1857-2011: volkstellingen